# Tiguindalgué
Tiguindalgué est une localité située dans le département de Komsilga de la province du Kadiogo dans la région Centre au Burkina Faso. En 2006, cette localité comptait 623 habitants dont 53,1 % de femmes.

## Santé et éducation
Tiguindalgué accueille un centre de santé et de promotion sociale (CSPS) tandis que le centre médical avec antenne chirurgicale (CMA) du secteur se trouve à Pissy, quartier de Ouagadougou.
Le village possède une école maternelle publique.